# НСПУ (прицел)
НСПУ (от Ночной стрелковый прицел унифицированный; индекс ГРАУ — 1ПН34) — советский бесподсветный ночной оптический прицел, созданный для повышения эффективности стрельбы ночью из:
- автоматов семейства АК серии Н (АКМН-1, АКМСН-1, АК74Н, АКС74Н),
- ручных пулемётов семейства РПК серии Н (РПКН-1, РПКСН-1, РПК-74Н, РПКС74Н),
- единых пулемётов семейства ПКМ серии Н (ПКМН-1, ПКМСН-1),
- снайперских винтовок СВДН-1,
- ручного противотанкового гранатомёта РПГ-7Н1 (РПГ-7ДН1).

Позволяет вести прицельную стрельбу в условиях естественной ночной освещенности на дистанциях вплоть до 400 м по человеку и вплоть до 600 м по танку. Разработан в НПО «Орион» (тогда: НИИ прикладной физики Министерства оборонной промышленности СССР). Производство было налажено на Новосибирском приборостроительном заводе.

## Конструкция
Комплект поставки прицела состоит из корпуса, объектива, окуляра, преобразователя напряжения, механизма углов прицеливания, блока регулировки, аккумуляторной батареи и набора светофильтров. Оптическая система объединяет трёхкаскадный электронно-оптический преобразователь с электростатической фокусировкой, пятилинзовый объектив, четырёхлинзовый окуляр.

## Тактико-технические характеристики

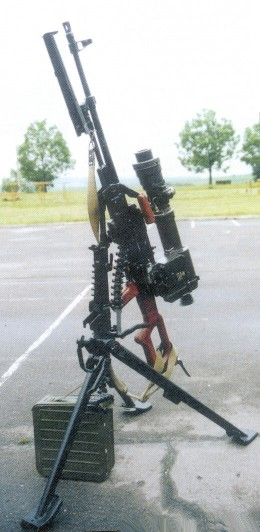
Единый пулемёт ПКМ с прицелом ППН-3

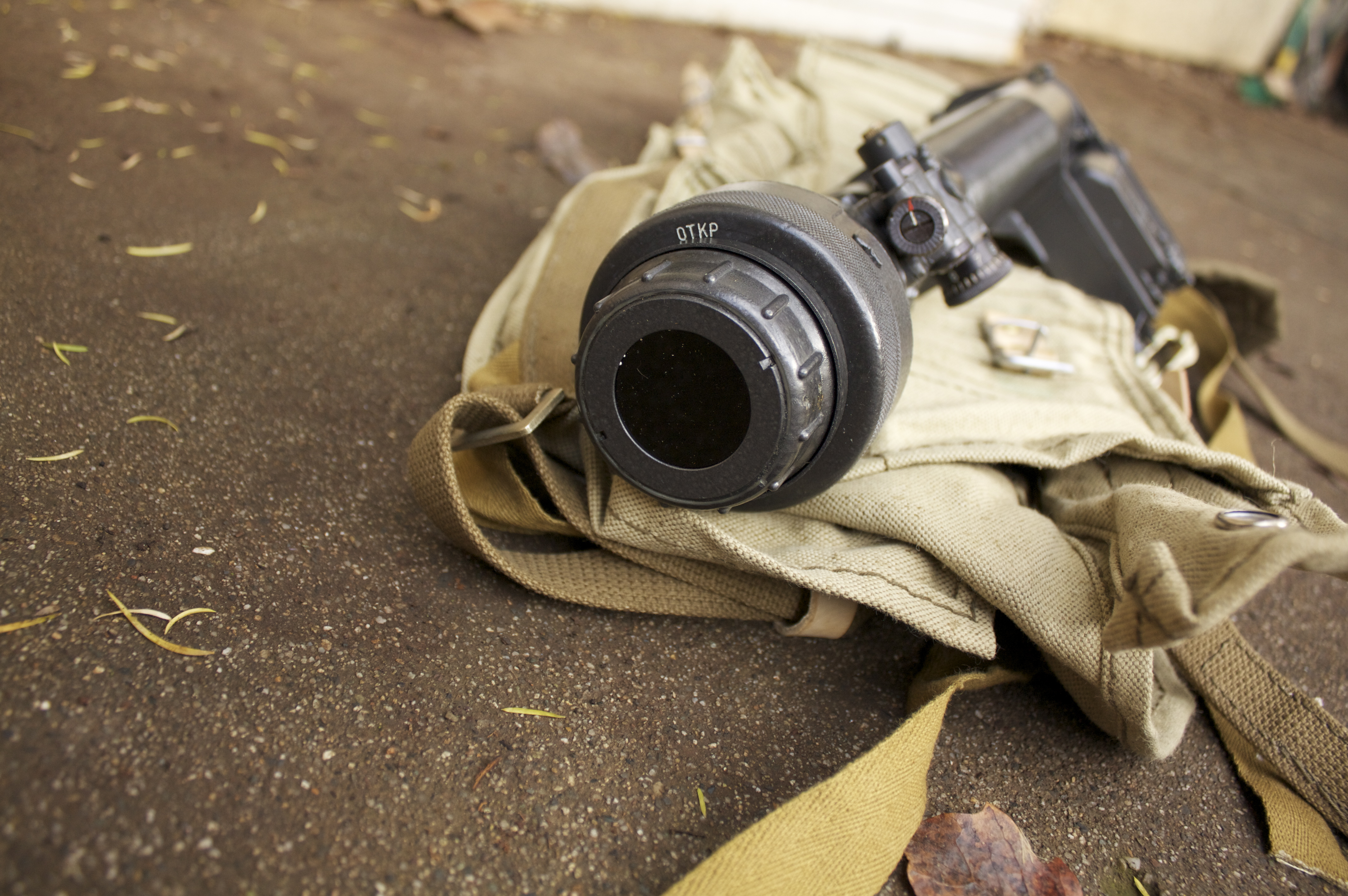
Ночной оптический прицел НСПУ

Полная масса комплекта поставки прицела с одиночным ЗИП — 7,5-8,1 кг
Масса прицела в боевом положении — 2,2 кг
Масса прицела в походном положении — 3,5 кг
Габаритные размеры прицела — 495×191×96 мм
Габаритные размеры транспортировочного ящика — 500×215×171 мм
Увеличение прицела, не менее — 3,5 крат
Поле зрения по горизонтали — 5,0 град
Поле зрения по вертикали — 4,0 град
Диаметр выхода зрачка — 5 мм
Удаление выходного зрачка — 50 мм
Фокусное расстояние объектива — 78 мм
Разрешающая способность — 2 уг. мин
Время непрерывной работы прицела с одной аккумуляторной батареей — 6 час
Напряжение аккумуляторной батареи 2НКБН-1,5 — 2,5 Вольт
Ёмкость аккумуляторной батареи 2НКБН-1,5 — 1,5 А/час
Потребляемый рабочий ток — 0,27 А
Количество гарантируемых зарядно-разрядных циклов аккумуляторной батареи — 200 раз

## Основные модификации
- НСПУ
- НСПУМ
- НСПУ-3
- НСПУ-5 (1ПН-83)[1]